# Henryk Batuta

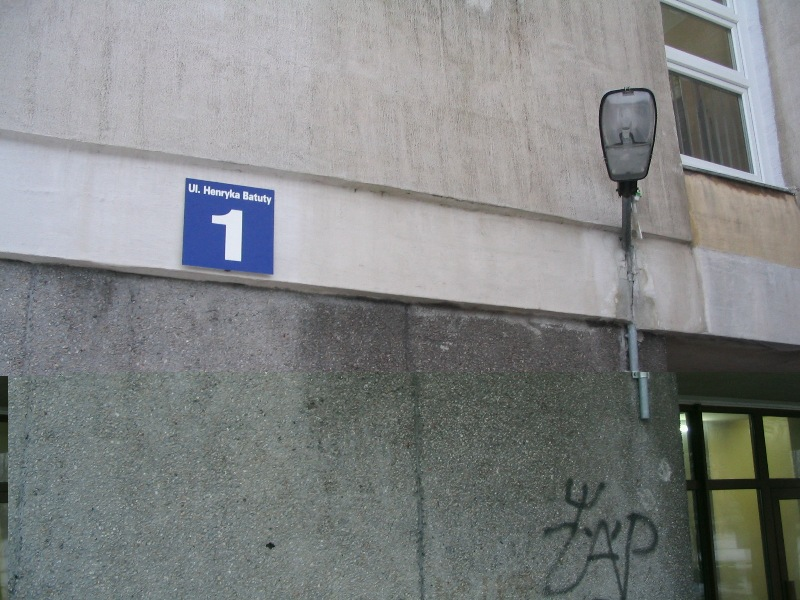
Falešná tabulka s názvem ulice Henryka Batuty

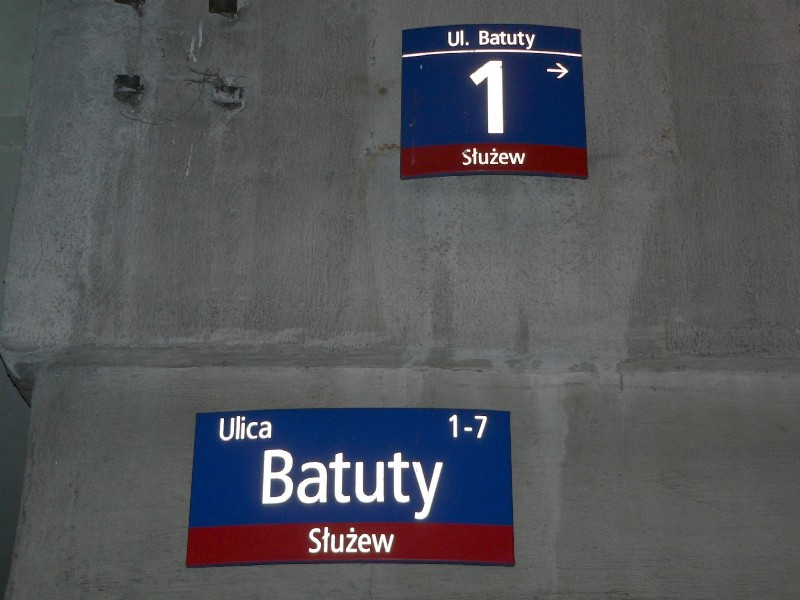
Pravá podoba tabulky s názvem ulice Batuty

Henryk Batuta je jméno fiktivního polského komunisty, jehož smyšlenou existenci uváděl mystifikační článek na polské Wikipedii. Přestože osobnost Henryka Batuty byla zcela smyšlená, článek zůstal na Wikipedii bez povšimnutí téměř patnáct měsíců, od 8. listopadu 2004 do 20. ledna 2006, kdy byl poprvé navržen ke smazání. Po opakovaném navržení 1. února a následné diskusi na příslušné straně byl článek 5. února 2006 smazán. O případu pak 9. února 2006 napsaly zároveň deník Gazeta Wyborcza a týdeník Przekrój.

## Historie případu
Před smazáním byl Batuta uváděn jako jeden z vězňů z Berezy patřící mezi sedm čelných představitelů Komunistické strany Polska, jeden ze zakladatelů Svazu polských patriotů aj. Téměř patnáct měsíců si bylo možné přečíst, že varšavská ulice Batuty je ve skutečnosti ulice Henryka Batuty.
Smyšlený článek vznikl s cílem ukázat slabost Wikipedie vyplývající z omezených možností ověřování uvedených informací. V důsledku zdánlivě nevinného žertu autorů článku byli uživatelé internetu uvedeni v omyl.
Po odhalení mystifikace se v průběhu diskuse o smazání stránky autoři dále snažili dát heslu punc pravdivosti a na Wikipedii umístili fotografie falešné tabulky s názvem ulice, která podle jejich vyjádření pocházela z ulice „Henryka Batuty“.
Informace umístěné na Wikipedii byly mezitím převzaty mnoha internetovými stránkami věnujícími se historii Polska, komunismu, Židům a literatuře. Dle výsledků vyhledávače Google šlo v době odhalení podvodu o 86 kopií, které začaly žít vlastním životem.
Z tohoto důvodu, z důvodu špatného kontaktu s kopiemi a odnožemi polské Wikipedie a také vzhledem ke specifikům internetu (při neuvedení na pravou míru se zvyšuje pravděpodobnost rozšíření nepravdivých informací) bylo 9. února rozhodnuto o vzniku článku informujícího o faktickém stavu a historii této záležitosti.
Konrad Godlewski v deníku Gazeta Wyborcza uvádí, že tento článek vytvořila anonymní skupina skrývající se pod názvem „Armia Batuty“ (Batutova armáda), a že cílem této skupiny, jejímiž členy jsou podle jeho slov mimo jiné také vědci, bylo také přinést důkazy, že většina lidí bezmyšlenkovitě přistupuje k názvům ulic. O Batutově armádě paralelně informoval týdeník Przekrój, podle kterého jejím členům vadí zejména názvy ulic po osobách z komunistického období.

## Obsah falešného hesla
Henryk Batuta, vlastním jménem Izaak Apfelbaum (* 1898, Oděsa – † 1947 Ustrzyki Górne) byl polský komunista a činitel mezinárodního dělnického hnutí.

Účastnil se ruské občanské války, po návratu do vlasti se stal členem Komunistické strany Polska. Za pomoci politických procesů organizoval vraždy tajných spolupracovníků tajné policie, jejichž vykonavatelem byl mimo jiné Wacław Komar. Tato záležitost vyšla najevo až v 50. letech. V letech 1934–1935 vězněn v Bereze, později žil v emigraci. Zúčastnil se španělské občanské války. Během 2. světové války působil v SSSR, od roku 1943 byl členem Svazu polských patriotů a major Sboru vnitřní bezpečnosti. Zemřel v roce 1947 u Ustrzyk Górnych během bojů s Ukrajinskou povstaleckou armádou.

Po Henryku Batutovi je pojmenována ulice ve Varšavě v městské části Służew nad Dolinką. Po roce 1989 se objevily četné hlasy volající po přejmenování ulice, ke změně však nedošlo.